# 스페인령 모로코
스페인 보호령 모로코 또는 스페인령 모로코는 1912년 스페인과 프랑스가 모로코 관련 조약을 체결하며 프랑스령 모로코와 스페인령 모로코로 분할되면서 설립된 식민지이다.